# Gerrit Westerink
Gerrit Westerink (16 augustus 1950) is een Nederlandse politicus.
Westerink was ooit leraar aardrijkskunde aan de Rijksscholengemeenschap Schagen. Vanaf 1994 was hij namens de PvdA wethouder in de gemeente Schagen. Op 1 februari 2002 werd hij daar burgemeester. Op 1 januari 2013 fuseerden de gemeenten Harenkarspel, Schagen en Zijpe tot de nieuwe gemeente Schagen waarvan hij de waarnemend burgemeester werd.